# Oswald Carver
Oswald Armitrage Guy Carver (Marple, Gran Manchester, 2 de febrer de 1887 – Gallipoli, Çanakkale, Turquia, 7 de juny de 1915) va ser un remer anglès que va competir a començaments del segle xx. Morí per culpa de les ferides durant la Primera Guerra Mundial.
Nascut a Marple, era fill d'un comerciant d'articles de cotó. Estudià a la Charterhouse School i al Trinity College de la Universitat de Cambridge. El 1908 va prendre part en els Jocs Olímpics de Londres, on guanyà la medalla de bronze en la prova del vuit amb timoner del programa de rem.
Carver dirigí l'empresa cotonera familiar que tenien a Marple i fou molt actiu en el moviment scout que va introduir a Marple. Durant la Primera Guerra Mundial va servir en la 1a i 2a Companyia d'East Lancashire del cos de Royal Engineers. El maig de 1915 es dirigí a Gallipoli per prendre part en la Batalla de Gal·lípoli, on fou ferit a l'esquena el 4 de juny durant la Tercera Batalla de Krithia. Evacuat a l'hospital, morí tres dies més tard.